# Función monótona
En matemáticas, una función entre conjuntos ordenados se dice monótona (o isótona) si conserva el orden dado. Las funciones de tal clase surgieron primero en cálculo, y fueron luego generalizadas al entorno más abstracto de la teoría del orden. Aunque los conceptos generalmente coinciden, las dos disciplinas han desarrollado una terminología ligeramente diferente; mientras en cálculo se habla de funciones monótonamente crecientes y monótonamente decrecientes (o simplemente crecientes y decrecientes), en la teoría del orden se usan los términos monótona y antítona, o se habla de funciones que conservan e invierten el orden.

## Definición general
Sea
{\displaystyle f:P\to Q}
una función entre dos conjuntos {\displaystyle P} y {\displaystyle Q}, donde cada conjunto tiene un orden parcial (los dos se denotarán por ≤). En cálculo se habla de funciones entre subconjuntos de los reales, y el orden ≤ no es otro que el orden usual de la recta real, aunque esto no es esencial para la definición.
La función {\displaystyle f} es monótona si y solo si {\displaystyle x\leq y} implica {\displaystyle f(x)\leq f(y)} (es decir, la función es creciente), o bien {\displaystyle x\leq y} implica {\displaystyle f(x)\geq f(y)} (es decir, la función es decreciente). En otras palabras, una función es monótona si conserva el orden.
Es decir una función es monótona cuando es creciente o decreciente en todo su dominio.
Si además {\displaystyle x<y} implica {\displaystyle f(x)<f(y)}, {\displaystyle f} se dice estrictamente creciente. De manera dual, si {\displaystyle x<y} implica {\displaystyle f(x)>f(y)}, {\displaystyle f} se dice estrictamente decreciente. En ambos casos se dice que {\displaystyle f} es estrictamente monótona.
En la categoría de conjuntos parcialmente ordenados {\displaystyle {\textbf {Pos}}}, las funciones monótonas constituyen los (homo)morfismos de dicha categoría.

## Monotonía en cálculo y análisis
En cálculo no hay usualmente necesidad de invocar los métodos abstractos de la teoría del orden. Como ya se señaló, las funciones se establecen entre (subconjuntos de) números reales, ordenados de forma natural.
Por la forma de la gráfica de una función monótona en los reales, tales funciones se llaman también monótonamente crecientes (o no decreciente), respectivamente.

### Ejemplo gráfico
A continuación se muestran tres gráficas de funciones cualesquiera. La primera de ellas es una función estrictamente creciente por la izquierda y por la derecha, mientras que es constante en el medio; por lo demás, es creciente pues conserva el orden ascendente durante todo el recorrido de la función, otra forma de interpretar este comportamiento es decir que su derivada primera (D') siempre es mayor o igual a cero (D' >= 0) o que nunca pierde el signo positivo dicha derivada. La segunda de ellas es estrictamente decreciente por la izquierda y por la derecha, puesto que conserva el orden descendente durante todo el recorrido de la función, en este caso es similar que en anterior pero la derivada primera siempre es en este caso menor o igual a cero (D' =<0) y nunca pierde su signo negativo. Lo monótono es la negación al cambio que también se dice en la jerga matemática o del tratamiento de datos «no cambio». Nos estamos refiriendo a que en toda función monótona la derivada nunca cambia el signo independientemente cual sea. Para el análisis matemático es importante se sabe que si se cumple esta condición la función no presenta máximos y mínimos relativos. 
La última de ellas es una función con un recorrido con partes donde la función es creciente y partes donde es decreciente, su derivada cambia de signo (presenta máximos y mínimos relativos punto de inflexión).
| Función monótona creciente. | Función monótona decreciente. | Función no monótona. |

### Aplicaciones y resultados básicos
Monotonía, en matemáticas, cada una de las siguientes propiedades de una función f : R → R implica la siguiente:
- f es monótona.
- f tiene un límite por la izquierda y por la derecha en cualquier punto de su dominio de definición.
- f solo puede tener discontinuidades de salto.
- f solo puede tener una cantidad enumerable de discontinuidades.

Estas propiedades son la razón por la que las funciones monótonas son útiles en el análisis matemático. Dos importantes hechos que se deducen de que una función sea monótona son:
- Si f es una función monótona definida en un intervalo I, entonces f es derivable casi siempre en I, es decir, el conjunto de puntos x en I en donde f no es diferenciable tiene medida de Lebesgue 0.
- Si f es una función monótona definida en un intervalo [a, b], entonces f es Riemann-integrable.

Una importante aplicación de las funciones monótonas es en probabilidad. Si X es una variable aleatoria, su función de distribución
{\displaystyle F_{X}(x)=P(X\leq x)}
es una función creciente.

### Monotonía de una sucesión
Una sucesión

{\displaystyle {\begin{array}{rccl}a:&\mathbb {N} &\longrightarrow &X\\&n&\longmapsto &a_{n}\end{array}}}

es monótona si y solo si lo es como aplicación entre conjuntos ordenados.

## Funciones booleanas
En el álgebra de Boole, una función monótona es una tal que para todo ai y bi en {0,1} tales que a1 ≤ b1, a2 ≤ b2, ... , an ≤ bn
es cierto que se cumple
f(a1, ... , an) ≤ f(b1, ... , bn).
Las funciones booleanas monótonas son precisamente aquellas que pueden ser definidas como una composición de conjunciones y disyunciones, pero sin negaciones.
El número de estas funciones sobre n variables es conocido como el número de Dedekind de n.